# Före isen
Före isen var en svensk komisk äventyrsserie i fantasygenren, skapad av Max Andersson innan han hittade sin idag mer välkända och karakteristiska stil. "Före isen" handlade om de två motvilliga hjältarna Darek och Lubber som rörde sig i en humoristisk Tolkien-inspirerad värld.
Det enda färdigproducerade avsnittet av "Före isen" publicerades i Svenska Serier nummer 7/1979.